# Вакцина против гепатита B
Вакцина против вируса гепатита B — лекарственный препарат, группа вакцин против гепатита B, от разных производителей. Хотя вакцинация — лишь один из нескольких способов предупреждения заболеваний, вызванных вирусом гепатита B из его гигантского резервуара инфекции в мире, этот метод в последнее время получил значительное развитие, прежде всего благодаря технологиям генной инженерии. В настоящее время вакцинация детей в раннем возрасте применяется более чем в 160 странах мира.

## Гепатит B и носительство возбудителя
На 2015 год около 257 млн человек имели хроническую инфекцию, 600 тыс. умерли в результате заболеваний, вызванных острой или хронической формой гепатита B. Инфекционность вируса гепатита B в 50—100 раз выше инфекционности ВИЧ. Гепатит B предотвратим с помощью безопасной и эффективной вакцины. 
В Российской Федерации возникает ежегодно 50 тысяч новых случаев заболевания, основной причины цирроза печени и одной из наиболее распространённых форм рака — гепатоцеллюлярной карциномы. Вирус гепатита передается через чужие тканевые жидкости, в том числе при инвазивных и медицинских манипуляциях, при половых контактах, при тесном общении в семье и в коллективе, при переливании крови и её препаратов, новорождённым во время родов от матери-носителя HBs-антигена и вируса.

## Общие методы борьбы с заболеванием гепатитом B

### Способы предупреждения инфицирования помимо вакцинации
Во избежание инфицирования вирусом гепатита B нужно: при контакте с кровью применять барьерные средства (перчатки, презерватив), не употреблять общих и инфицированных игл и шприцев для введения средств, не пренебрегать элементарной гигиеной (личная зубная щётка, бритва, мочалка), не допускать проведения пирсинга, стрижки и маникюра необработанным или нестерильным инструментом, не сдавать кровь, если у вас носительство вируса гепатита B.
В медицинских учреждениях также проводят организационные и другие мероприятия.

### Прививки и общественное здравоохранение
Перечисленные выше способы предупреждения инфицирования часто недостаточны, тогда требуются средства специфической защиты в виде вакцинации. Против вируса гепатита B известны только профилактические вакцины. Такого рода средства специалисты относят в одну из групп биологических препаратов, изучаемых биофармакологией и иммунофармакологией. Вакцина против вируса гепатита B реализуется органами здравоохранения и через сеть фармацевтических учреждений.
Национальный календарь профилактических прививок Российской Федерации включает проведение профилактической прививки против вируса гепатита B новорождённому, ребёнку возрастом в 3 и 6 месяцев, взрослым 18-35 лет, не привитым ранее, а также лицам из числа групп риска. В календаре не упоминаются названия и производители вакцины. Есть лишь рекомендация использовать для детей вакцину, не содержащую консервантов.

## Вакцины против вируса гепатита B

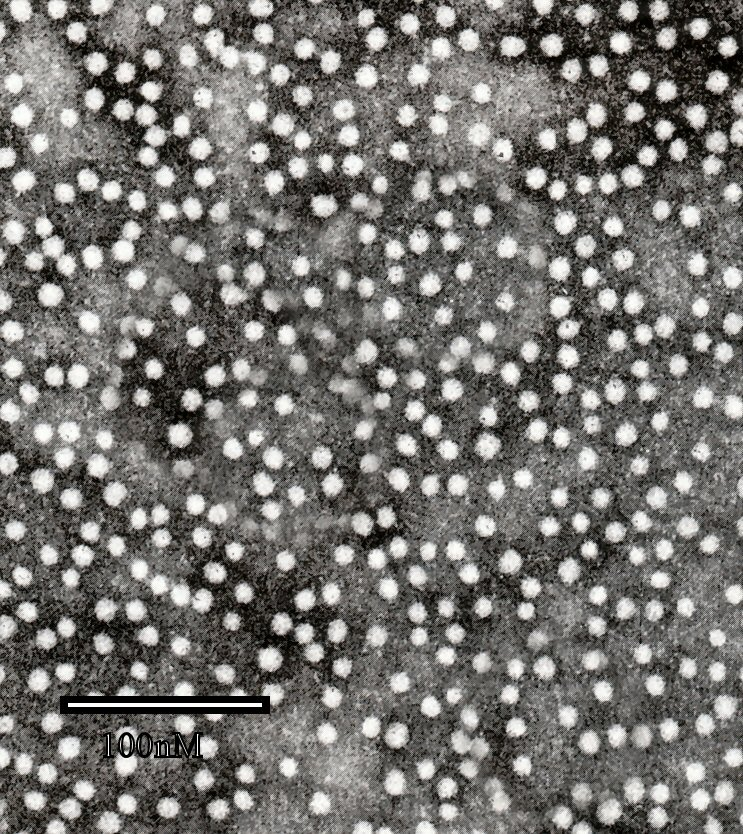
Антиген HBs

За последние тридцать лет для предупреждения возникновения инфекции вирусом гепатита B коммерческое использование получили семь вакцин. Все они основываются на использовании одного из вирусных оболочечных белков, называемого поверхностным антигеном, или HBsAg.
- Первая вакцина стала доступной в 1981—82 г, когда в Китае приступили к использованию вакцины, приготовленной из плазмы крови, полученной от доноров из числа больных, которые имели продолжительную инфекцию вирусного гепатита B. В этом же году она стала коммерчески доступна в США. Пик её применения пришёлся на 1982—88 гг. Вакцинацию проводили в виде курса из трёх прививок с временным интервалом. При постмаркетинговом наблюдении после введения такой вакцины отметили возникновение нескольких случаев побочных заболеваний центральной и периферической нервной системы, в том числе синдром Гийена-Барре, плекситы. В исследовании привитых вакциной лиц, проведённом через 15 лет, подтверждена высокая иммуногенность вакцины, приготовленной из плазмы крови.
- С 1987 г. на смену плазменной вакцине пришло следующее поколение вакцины против вируса гепатита B, в которой использована технология генной модификации рекомбинантной ДНК в клетках дрожжевого микроорганизма. Её иногда называют генно-инженерной вакциной.

Для создания достаточно выраженной иммунной перестройки прививка состоит из трёх инъекций вакцины, причем вторую инъекцию делают через месяц после первой дозы, а третья инъекция — спустя шесть месяцев после первой дозы После прививки поверхностный антиген вируса гепатита B можно обнаружить в сыворотке крови в течение нескольких дней; это называют вакцинной антигенемией. После этого в токе крови появляются антитела иммунной системы к HBsAg. Эти антитела известны как анти-HBsAg. С этого времени упомянутые антитела и память иммунной системы обеспечивают иммунитет к инфицированию гепатитом B.

### Разновидности вакцины против гепатита B, применяемые в РФ
В настоящее время на территории РФ известны шесть вакцин против гепатита B, которые выпускаются разными производителями с использованием технологии генной модификации рекомбинантной ДНК в клетках дрожжевого микроорганизма, называемые генно-инженерными вакцинами.
Они имеют аналогичный или близкий состав:
- оболочечный белок вируса гепатита B, называемый поверхностным антигеном, или HBsAg,
- адъювант в виде гидроокиси алюминия,
- консервант мертиолят (синонимы «тиомерсал», «тимеросал»)
- Отдельные серии вакцин не имеют в своём составе консервантов.
- следы дрожжевых белков

### Вакцины против гепатита B, зарегистрированные в России
Комбинированные:
аАКДС-Геп B+Hib. Вакцина против дифтерии, столбняка, гепатита B, коклюша бесклеточная адсорбированная, инфекции, вызываемой Haemophilus influenzae тип b, конъюгированная, синтетическая. АО «НПО „Микроген“», Россия. Рег.удостоверение ЛП-005412. Все стадии производства — в Перми. Фармацевтические субстанции: Hib — Куба, коклюш — Пермь, столбняк — Уфа или Пермь, дифтерия — Уфа или Пермь, гепатит B — Куба. Для детей старше шести месяцев, не для взрослых.
Инфанрикс Гекса. Вакцина для профилактики вирусного гепатита В, дифтерии, коклюша, полиомиелита, столбняка и инфекций, вызываемых Haemophilus influenzae типа b. АО «ГлаксоСмитКляйн Трейдинг», Россия. Рег.удостоверение ЛП-000877. Производитель готовой лекарственной формы: ГлаксоСмитКляйн Байолоджикалз (Франция). Упаковка и фасовка: Франция, Бельгия или Россия. Выпускающий контроль качества: Бельгия или Россия. Фармацевтические субстанции: полиомиелит, гепатит B, Hib, коклюш — Бельгия, столбняк и дифтерия — Германия. Для детей от трёх месяцев, не для взрослых.
Бубо-М. Вакцина комбинированная гепатита В и анатоксина дифтерийно-столбнячного с уменьшенным содержанием антигенов адсорбированная жидкая. ЗАО «НПК „Комбиотех“», Россия. Рег.удостоверение Р N000048/01. Все стадии производства — в Москве. Фармацевтические субстанции: дифтерия — Уфа, Пермь или Московская область, столбняк — Уфа, Пермь или Московская область, гепатит B — Москва. Для детей старше шести лет и взрослых.
Вакцина АКДС-Геп В. Вакцина против коклюша, дифтерии, столбняка и гепатита В адсорбированная. АО «НПО „Микроген“», Россия. Рег.удостоверение ЛС-001032. Все стадии производства — в Перми. Фармацевтические субстанции: коклюш — Пермь, дифтерия — Уфа или Пермь, столбняк — Уфа или Пермь, гепатит B — Москва или Куба. Для детей от трёх месяцев, не для взрослых.
Моновакцины:
Вакцина гепатита В рекомбинантная (рДНК). Вакцина для профилактики вирусного гепатита В. Серум Инститьют оф Индия Лтд, Индия. Рег.удостоверение ЛС-001140. Производитель готовой лекарственной формы: Серум Инститьют оф Индия Лтд. Упаковка и фасовка: Индия или Россия. Выпускающий контроль качества: Индия или Россия. Фармацевтическая субстанция: Индия. Для детей от одного года и взрослых.
Энджерикс В.Вакцина против гепатита В рекомбинантная. АО «ГлаксоСмитКляйн Трейдинг», Россия. Рег.удостоверение П N011718/01. Производитель готовой лекарственной формы: ГлаксоСмитКляйн Байолоджикалз С. А., Бельгия. Упаковка и фасовка: Бельгия или Московская область. Выпускающий контроль качества: Россия или Бельгия. Фармацевтическая субстанция: Бельгия. Для детей от новорожденности и взрослых.
Регевак В. Вакцина против гепатита В, рекомбинантная дрожжевая жидкая. АО «Биннофарм», Россия. Рег.удостоверение Р N003741/01. Все стадии производства — в Зеленограде. Фармацевтическая субстанция: Зеленоград. Для детей от новорожденности и взрослых.
Вакцина гепатита В рекомбинантная дрожжевая. ЗАО «НПК „Комбиотех“», Россия. Рег.удостоверение Р N000738/01. Все стадии производства — в Москве. Фармацевтическая субстанция: Москва. Для детей от новорожденности и взрослых.
Эувакс В. Вакцина для профилактики гепатита В рекомбинантная. ЭлДжи Кем, Лтд., Корея. Рег.удостоверение П N011073. Все стадии производства — в Корее. Фармацевтическая субстанция: Корея. Для детей от одного года и взрослых.

## Применение вакцины

### Схема проведения прививки вакциной против вируса гепатита B
Как правило, вакцину против вируса гепатита B вводят новорождённым и взрослым по схеме двух, трёх или четырёх доз. Минимального возраста для прививки не существует. Самая частая схема включает три инъекции в течение нескольких месяцев. Вторую инъекцию следует сделать не ранее, чем через один месяц после первой, последнюю инъекцию следует ввести, по крайней мере, через два месяца после второй, но не ранее чем четыре месяца после первой.
У больных на гемодиализе вакцину вводят четырехкратно в двойной дозе, в междиализный день, так как антитела частично утрачиваются в силу особенностей процедуры. При этом обязателен количественный показатель уровня иммунного ответа. Таким пациентам также проводится регулярная ревакцинация до получения ответа иммунитета, либо признания пациента невосприимчивым к вакцинации после троекратного повторного её проведения. Ревакцинация — повторное введение вакцины после завершенного курса иммунизации. На гемодиализе ревакцинация проводится через 2 месяца после 4 вакцины и анализа anti HBs, если тот менее 10 мМЕ/мл. После чего через 2 месяца вновь проводят измерение титра антител к гепатиту B.

### Иммуногенность вакцины и иммунный ответ на прививку
Спустя 1—4 месяца после первоначального курса из трёх прививок можно взять пробу крови для выяснения, есть ли адекватный иммунный ответ, за который принимается уровень антител к HbsАg вируса гепатита B, известных как анти-HbsАg, выше 100 мМЕ/мл. Подобный полный ответ наблюдают приблизительно у 85—90 % индивидуумов. Уровень антител от 10 до 100 мМЕ/мл рассматривают как слабый ответ, такие люди должны получить однократно повторную дозу вакцины без повторного обследования. Рекомендуется обследовать людей, которые не дали иммунного ответа (с уровнем антител (анти-HBsАг) ниже 10 мМЕ/мл), чтобы исключить гепатит B или наличие его в прошлом, провести повторный курс из трёх прививок, после повторного курса — дальнейшее обследование через 1—4 месяца.
Те лица, которые не дадут иммунного ответа на второй курс вакцинации, могут нуждаться в большей дозе вакцины или в её внутрикожном введении.
Те же, кто и после этого не ответят, нуждаются во введении иммуноглобулина против гепатита B (ИгГБ), если подвергнутся риску заражения Слабые иммунные ответы в основном связаны с возрастом прививаемых старше 40 лет, с избыточным весом и курением, отмечаются у алкоголиков, особенно, в случае прогрессирования алкоголизма. Больные, получающие иммуносупрессивную терапию или находящиеся на почечном диализе, могут давать недостаточный иммунный ответ и нуждаться в больших дозах вакцины или более частом её введении.
По крайней мере, одно исследование говорит о том, что прививка против гепатита B была менее эффективна у ВИЧ-позитивных пациентов.
Производители вакцины утверждают, что она защищает не только от гепатита B, но и от гепатита D, который без вируса В не развивается.

### Продолжительность послепрививочного иммунитета
Хотя первоначально полагали, что вакцина против гепатита B дает ограниченный иммунитет, в настоящее время так уже не считают. В частности, первоначальные сообщения гласили, что прививки давали эффективную защиту от пяти до семи лет, но в последующем стало ясно, что долговременный иммунитет связан с иммунологической памятью, которая превосходит регистрируемые уровни антител и, следовательно, последующее серологическое исследование и введение повторных доз вакцины не требуется у успешно привитых иммунокомпетентных индивидуумов. Вакцина обеспечивает защиту у 85—90 % человек. По прошествии некоторого времени и с накоплением большего опыта было обнаружено наличие защиты, по меньшей мере, в течение 25 лет у тех лиц, которые дали адекватный начальный ответ к первому курсу. Руководящие указания в Великобритании гласят, что первоначально ответившим на прививку лицам, которые нуждаются в дальнейшей защите (это касается, например, медицинских работников), показано введение одной дозы 1 раз в пять лет.

## Вопросы эффективности и безопасности

### Рекомендуемые группы вакцинируемого населения
В Соединенных Штатах вакцинация рекомендуется всем детям при рождении. В настоящее время многие страны в рутинном порядке прививают новорождённых против инфицирования гепатитом B. Данные официальной статистики гласят, что в странах с высокими уровнями инфицирования гепатитом B прививка новорождённых не только уменьшила риск инфекции, но и привела к заметному уменьшению частоты заболеваний раком печени. В частности, сообщено из Тайваня, где внедрение в стране программы вакцинации против гепатита B привело к уменьшению частоты гепатоцеллюлярной карциномы у детей. Все шесть разновидностей вакцин рекомендуют прививать детям, рождённым от матерей, страдающих активным инфицированием вирусом гепатита B. В пределах 48 часов, как можно скорее после рождения новорождённых прививают поверхностным антигеном вируса гепатит B(HBsАг), им вводят иммуноглобулин против гепатита B (ИгГБ).
Во многих странах прививка против гепатита B требуется для медицинского и лабораторного персонала.
Некоторые общежития также требуют наличия такой прививки.

### Безопасность вакцины против вируса гепатита B
Представители официальной медицины и производители вакцины на основании огромного статистического материала говорят о том, что побочные эффекты, связанные с введением вакцины (в частности, «Энджерикс В»), как правило, являются лёгкими и быстро преходящими, а треть иммунизированных взрослых вообще не отмечают никаких побочных явлений. Наиболее частые местные реакции: лёгкая болезненность в области введения в течение 1—2 дней (23 % вакцинированных), уплотнение кожи в месте инъекции (8 %). Наиболее частые общие реакции: слабость (15 %) и головная боль (9 %). Корреляции между дозой вакцины (в интервале 2,5—40 мкг) и выраженностью побочных явлений обнаружено не было. Существует тенденция к уменьшению количества и выраженности побочных эффектов при каждом последующем введении вакцины; так, 46 %, 60 % и 65 % здоровых вакцинированных лиц отрицательно отвечали на вопрос о наличии у них побочных эффектов при введении первой, второй и третьей доз соответственно.
В связи с сообщениями о регистрации случаев рассеянного склероза у взрослых и аутизма у детей после прививки исследователи искали связь между рекомбинантной вакциной против вируса гепатита B и упомянутыми заболеваниями. Большинство таких исследований не нашли существенной связи с рассеянным склерозом и установили, что такая прививка, по-видимому, не увеличивает риск первого эпизода рассеянного склероза в детстве. Однако в другом исследовании отмечено значительное увеличение риска в пределах трёх лет после проведения прививки. 